# Francis Bacon (maler)
 Der er flere personer med dette navn, se Francis Bacon.
Francis Bacon (født 28. oktober 1909, død 28. april 1992) var figurativ maler. Blev meget kendt for sine udtryksfulde, mareridtsagtige billeder.

## Tidlige liv
Francis Bacon blev født i Dublin af engelske forældre. Hans far, Eddy Bacon, var veteran fra Boerkrigen og blev senere blev træner af væddeløbsheste. Hans mor, Winnie (født Firth), arving til en stål-forretning og kulmine, var kendt for sit udadvendte, selskabelige gemyt, en skarp kontrast til hendes yderst argumenterende mand. Francis blev passet af familien sygeplejerske, Jessie Lightfoot. Som svageligt barn med astma og voldsom allergi over for hunde og heste fik Bacon ofte morfin til at lette sine lidelser under anfald. Familien flyttede ofte frem og tilbage mellem Irland og England i denne periode, hvilket førte til en følelse af fordrivelse, som skulle vise sig at forblive hos kunstneren hele livet. I 1911 boede familien i Cannycourt House i Kilcullen men flyttede senere til Westbourne Terrace, London, tæt ved, hvor Eddy Bacon arbejdede på Territorial Force Records Office.
Efter at have været vendt tilbage til Irland efter Første Verdenskrig blev Bacon sendt af sted for at leve i en tid med sin mormor, Winifred Supple, og hendes mand Kerry. Eddy Bacon købte senere Farmleigh fra sin svigermor, selv om de kort efter flyttede til Straffan Lodge, fødested for begge forældre. Selvom Francis var et genert barn, nød han at klæde sig ud. Dette, kombineret med hans feminine væremåde, gjorde ofte hans far rasende og skabte en afstand mellem dem. I 1924 flyttede hans forældre til Gloucestershire, dernæst til Linton Hall, der ligger nær grænsen til Herefordshire. Francis brugte halvandet år på Dean Luk School, Cheltenham, fra efteråret 1924 til april 1926.
I 1926 flyttede familien tilbage til Irland og Straffan Lodge. Hans søster, Ianthe (født 1921), mindes, at Bacon lavede tegninger af damer med hatte og lange cigaretholdere. Senere samme år blev Francis forvist fra Straffan Lodge efter en episode, hvor hans far fandt ham beundrende sig selv foran et stort spejl iført sin mors undertøj.

## London, Berlin og Paris
Bacon tilbragte efteråret og vinteren 1926 i London med hjælp af en kvotepris på £ 3 per uge fra sin mor, levede efter sine instinkter og læste Nietzsche. Da pengene slap op, konstaterede han, at ved simpelt låne-snyderi og mindre tyverier kunne han opretholde en rimelig økonomi. Han opdagede, at han tiltrak en bestemt type rige mænd, en attraktion han hurtigt dragede fordel af. En af mændene var en ex-militærven af hans far, en anden opdrætter af race-heste, kaldet Harcourt-Smith. Bacon hævdede senere, at hans far havde bedt denne ven om at tage sig af ham og "gøre en mand af ham«. Francis havde et vanskeligt forhold til sin far. Engang indrømmede han at være seksuelt tiltrukket af ham.